# Gare de Castillon
La gare de Castillon est une gare ferroviaire française de la ligne de Libourne au Buisson, située sur le territoire de la commune de Castillon-la-Bataille, dans le département de la Gironde en région Nouvelle-Aquitaine.
C'est une gare de la Société nationale des chemins de fer français (SNCF), desservie par des trains TER Nouvelle-Aquitaine.

## Situation ferroviaire
Établie à 25 m d'altitude, la gare de Castillon est située au point kilométrique (PK) 564,479 de la ligne de Libourne au Buisson, entre les gares ouvertes de Saint-Émilion et Lamothe-Montravel.

## Histoire

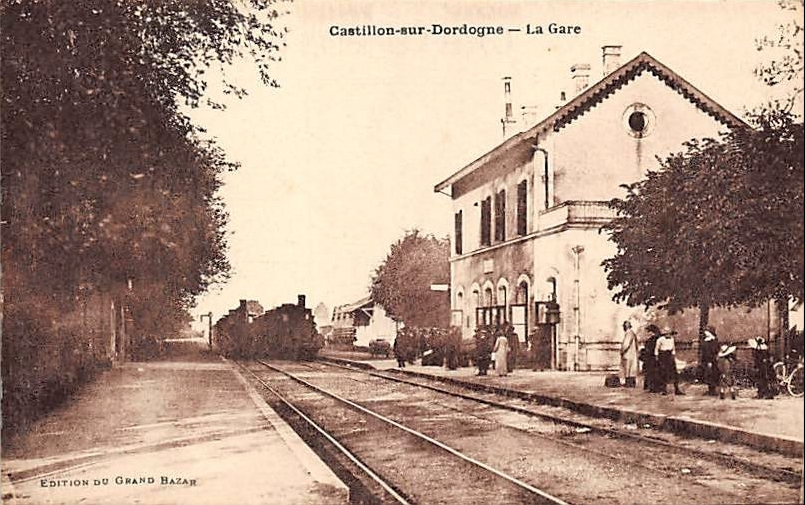
La gare au début du XXe siècle.

## Fréquentation
De 2015 à 2023, selon les estimations de la SNCF, la fréquentation annuelle de la gare s'élève aux nombres indiqués dans le tableau ci-dessous :
| Année                           | 2015    | 2016    | 2017    | 2018    | 2019    | 2020    | 2021    | 2022    | 2023    |
| ------------------------------- | ------- | ------- | ------- | ------- | ------- | ------- | ------- | ------- | ------- |
| Voyageurs seuls                 | 149 930 | 138 851 | 148 967 | 132 624 | 101 245 | 106 766 | 145 213 | 183 626 | 203 032 |
| Voyageurs seuls + non voyageurs | 187 413 | 173 563 | 186 208 | 165 780 | 126 556 | 133 458 | 181 516 | 229 532 | 253 790 |

## Service des voyageurs

### Accueil
Gare SNCF, elle dispose d'un bâtiment voyageurs, avec guichet, ouvert tous les jours. Elle est équipée d'automates pour l'achat de titres de transport.

### Desserte
Castillon est desservie par des trains TER Nouvelle-Aquitaine qui effectuent des missions entre les gares de Bordeaux-Saint-Jean et Sarlat-la-Canéda ou Bergerac.

### Intermodalité
Un parc à vélos et un parking pour les véhicules sont aménagés.